# Celovški rokopis
Celovški rokopis (tudi Rateški rokopis) je eden najzgodnejših jezikovnih spomenikov v slovenskem jeziku. Vsebuje očenaš, apostolsko vero in čaščeno Marijo (starejšo obliko molitve zdrava Marija).
Rokopis izvira iz Rateč na Gorenjskem (Cerkev svetega Tomaža, Rateče). Nastal je v drugi polovici 14. stoletja, verjetno okoli leta 1380. Rokopis je najbrž zapisal nemški duhovnik. Zdaj ga hranijo v celovškem deželnem muzeju. 
Molitvi očenaš in apostolska vera sta prepis veliko starejših predlog, ki segajo v začetek 9. stoletja, tako da njuna starost ni manjša od besedil v Brižinskih spomenikih. Molitev čaščena Marija je mlajša, saj je v latinščini nastala šele po letu 1000. 
Besedilo rokopisa je v gorenjskem narečju s sledovi koroških in dolenjskih narečij. Sledove drugih narečij se lahko razlagajo z dejstvom, da so na Gorenjskem živeli tudi priseljenci iz drugih slovenskih dežel, mogoče pa je to tudi posledica razširjenosti omenjenih molitev po različnih deželah. 
Jezikovne značilnosti:
- ozki o-ji so zapisani po gorenjskem izgovoru kot o (gospod),
- namesto jata je pisan gorenjski e (zlega),
- namesto šč se piše š (kršanstvu),
- namesto končnice –o v imenovalniku ednine srednjega spola se piše –u (bogastvu),
- namesto končnice –ega se bere –iga (vsemogočiga).
- veliko je tudi germanizmov: leben – življenje, gnada – milost, žegnana – blagoslovljena.
- stilna zanimivost je prilastek za odnosnico: kruh naš, očo vsemogočiga (verjetno zaradi vpliva grščine in latinščine).

(Vir: Cekin, I., Levstik, N. Kaj znam za maturo? Zavod RS za šolstvo. Ljubljana, 1997)

## Besedilo
Besedilo Celovškega rokopisa se predstavlja v izvirni obliki in v moderniziranem zapisu (za lažje branje):
| Izvirna oblika: Otſcha naſs kyr ſy w nebeſſich poſſwetſchenu body twoye yme pridi bogaſtwu twoye body wola twoya kakor w nebeſſich yno na ſemly. Kruch naſs wſedanny day nam dannaſs yno odpuſti nam dalge naſſe kakor yno my odpuſſchamo naſſen dalnykom yno naſs ne wuppellay wedner o yſſkuſbo le naſs reſſy ob od ſlega. Amen. Czeſtſchena ſy maria gnade pallna goſpod ſ tabo ſegnana ſy mey ſenamy yno ſegnan ye ſad twoy- ga teleſſa Ihs Xps. Amen. Yaſt veruyo wu boga othſcho wſemogotſchiga ſtwar- nika nebeſs yno ſemlee. Yno wu iheſuſſa criſtuſſa nega ſynu edyniga naſſiga goſpodi kyr ye poczett od ſwetiga ducha royen ys diwittcze marie martran pod poncio pylatuſſem na kriz raſſpett martaw yno wu grab poloſen dolu yide kch paklu na trettyi dan gori wſtaa od martwech. Gory yiede w nebeſſa ſeydi kch deſſ- nuttczy boga otſche wſemogotſchiga od tody kch iyma priti ſoditi ſywe yno mortwe. Yaſt ueruyo wu ſwetiga ducha Swetiga karſchanſtwu obtſchyno ſwettkow odpuſtſchenye grechow wſtanye ziwota yno uethſchny leben. Amen. | Modernizirani zapis: Oča naš kir si v nebesih posvečenu bodi tvoje ime pridi bogastvu tvoje bodi vola tvoja kakor v nebesih ino na zemli. Kruh naš vsedanji daj nam danas ino odpusti nam dalge naše kakor ino mi odpuš(č)amo našen dalnikom ino nas ne vupelaj vedner o iskusbo le nas reši ob od zlega. Amen. Češčena si maria gnade palna gospod s tabo žegnana si mej ženami ino žegnan je sad tvoj- ga telesa Jezus Kristus. Amen. Jast verujo vu boga očo vsemogočiga stvar- nika nebes ino zemlé. Ino vu Jezusa Kristusa nega sinu ediniga našiga gospodi kir je počet od svetiga duha rojen iz divice marie martran pod poncio pilatušem na križ raspet martav ino vu grab položen dolu jide k paklu na tretji dan gori vstaja od martveh. Gori jiede v nebesa sejdi k des- nuci boga oče vsemogočiga od todi h ima priti soditi žive ino mortve. Jast verujo vu svetiga duha Svetiga karš(č)anstvu občino svetkov odpuščenje grehov vstanje života ino večni leben. Amen. |